# Itsukushima
Itsukushima  é uma ilha situada no Mar Interior, no município de Hatsukaichi, na província de Hiroshima, no Japão. Também é conhecida pelo nome de Miyajima (宮島, Miyajima - ilha santuário) e existe uma pequena cidade com o mesmo nome. 
Seu nome original Itsuko-shima significa "onde deus reside". 
O seu local mais famoso é famosa pelo Santuário de Itsukushima, que é considerado Património Mundial pela UNESCO e pelo Monte Misen, que é o ponto mais elevado da região com 535 metros.
A ilha apresenta uma paisagem de grande harmonia entre as belezas naturais e a arquitectura religiosa e é considerada um dos sítios mais belos do Japão. A ilha está integrada no parque natural do Mar Interior. 

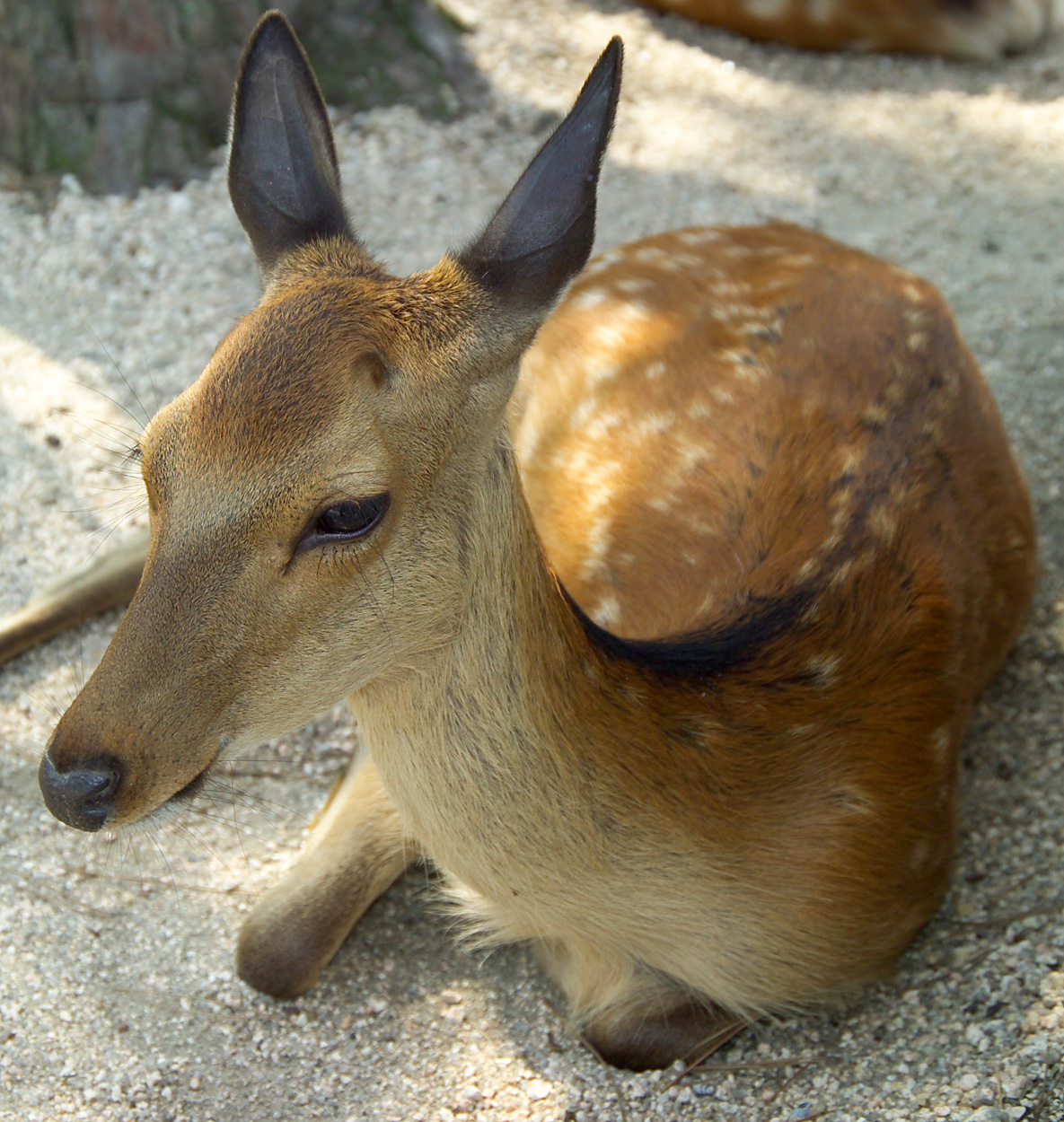
Os cervos circulam em liberdade pela ilha

Além do Santuário de Itsukushima com o seu famoso Torii flutuante, existe um templo budista construído na encosta do Monte Misen, chamado Daisho-in, que tem uma colecção famosa de ícones budistas. 
Itsukushima também é famosa pelos seus cervos que circulam em liberdade pela ilha e que são considerados como mensageiros dos deuses pela religião Xinto.  

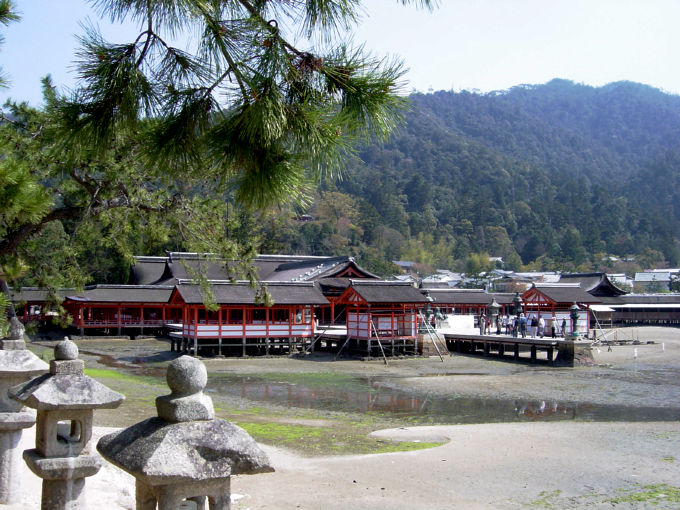
O famoso Santuário de Itsukushima é construído sobre o mar